# Maaza Mengiste
Maaza Mengiste (nascido em 1974) é uma escritora etíope-americana. Seus romances incluem Beneath the Lion's Gaze (2010) e The Shadow King (2019), que foi indicado para o Booker Prize de 2020 .

## Infância
Mengiste nasceu em Adis Abeba, Etiópia, mas deixou o país aos quatro anos de idade quando sua família fugiu da Revolução Etíope . Ela passou o resto de sua infância na Nigéria, no Quênia e nos Estados Unidos . Mais tarde, ela estudou na Itália como bolsista da Fundação Fulbright e obteve um diploma de MFA em redação criativa pela Universidade de Nova York .

## Carreira
Mengiste publicou romances de ficção e trabalhos de não ficção lidando com a migração, a revolução etíope e a situação dos imigrantes subsaarianos que chegam à Europa. Seus trabalhos apareceram no The New York Times, The New Yorker, Granta, Lettre Internationale, Enkare Review, Callaloo, The Granta Anthology of the African Short Story (editado por Helon Habila ), New Daughters of Africa (editado por Margaret Busby ), e foi transmitido pela BBC Radio 4 .
O romance de estreia de Mengiste em 2010 , Beneath the Lion's Gaze - a história de uma família lutando para sobreviver aos tumultuados e sangrentos anos da Revolução Etíope - foi nomeado um dos 10 melhores livros africanos contemporâneos pelo The Guardian e foi traduzido para francês, espanhol, Português, Alemão, Italiano, Holandês e Sueco. Ela foi vice-campeã do Dayton Literary Peace Prize de 2011, e finalista do Flaherty-Dunnan First Novel Prize, um NAACP Image Award e um Indies Choice Book of the Year Award em Adult Debut. Em 2013, ela foi bolsista Puterbaugh da World Literature Today . Ela conta entre suas influências EL Doctorow, Toni Morrison, James Baldwin e Edith Wharton .
Seu segundo romance, The Shadow King (2019), se passa durante a invasão da Etiópia por Mussolini em 1935, lançando uma luz sobre as mulheres soldados que geralmente não são creditadas na história africana. Alex Clark no The Guardian disse sobre isso: "É uma narrativa razoavelmente convencional - há muita ação, descrição detalhada e um foco espalhado entre os personagens principais - e sutilmente imprevisível. A história e a modernidade são justapostas nas assimetrias factuais da guerra (os etíopes devem contar com armas desatualizadas e muitas vezes com defeito e não têm como se comunicar a longa distância além de mensageiros). Eles também são colocados lado a lado nos modos de consciência que todos os personagens experimentam." Michael Schaub, da NPR, escreveu: "A importância da memória - daqueles que vieram antes de nós e das coisas que preferimos esquecer - está no coração de O Rei das Sombras . . . . A estrela do romance, no entanto, é a escrita belíssima de Mengiste, que torna O Rei das Sombras quase impossível de largar. Mengiste tem um verdadeiro dom para a linguagem; sua escrita é poderosa, mas nunca floreada, prendendo o leitor e recusando-se a deixá-lo ir. E isso, aliado ao seu excelente senso de ritmo, faz do livro um dos mais belos romances do ano. É um apelo corajoso e impressionante para que o mundo se lembre de todos os que perdemos para uma violência sem sentido."
Mengiste também se envolveu como ativista de direitos humanos. Ela faz parte do conselho consultivo da Warscapes, uma revista on-line independente que destaca os conflitos atuais em todo o mundo e é afiliada ao Young Center for Immigrant Children's Rights. Mengiste também atua no Conselho de Administração da Words Without Borders .
Mengiste é atualmente professora de literatura inglesa na Wesleyan University . Anteriormente, ela lecionou no Programa MFA em Escrita Criativa no Queens College, City University of New York, e no programa de Escrita Criativa no Lewis Center for the Arts na Universidade de Princeton .
Seu romance The Shadow King (2019) foi indicado para o Booker Prize em 2020 .

## Funciona

### Romances
- Sob o Olhar do Leão, WW Norton, 2010
- O Rei das Sombras, WW Norton (EUA), 2019; Canongate (Reino Unido).
- Addis Abeba Noir, Livros Akáshicos, 2020